# Лінас Клейза
Лінас Клейза (лит. Linas Kleiza, нар. 3 січня 1985, Каунас, Литовська РСР, СРСР) — литовський професійний баскетболіст, який виступав на позиції легкого та важкого форварда. Гравець національної збірної Литви, у складі якої завойовував бронзу чемпіонату світу.

## Ігрова кар'єра

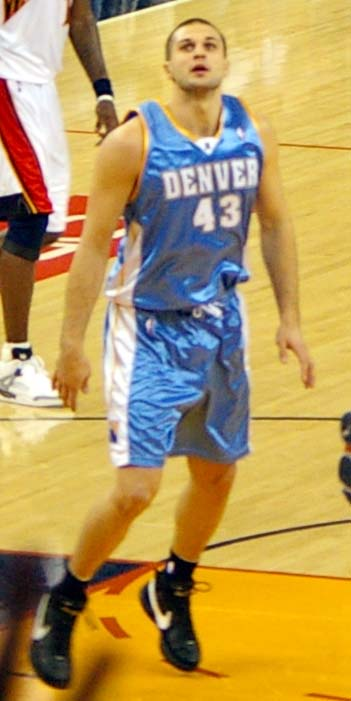
Клейза у грі за «Денвер Наггетс», 2007

Народився в Литві, проте у віці 16 років переїхав до США, де навчався у старшій школі Монтроуза в Роквіллі, Меріленд. На університетському рівні виступав за Міссурі.
2005 року був вибраний на драфті НБА командою «Портленд Трейл-Блейзерс», яка одразу ж обміняла його та Ріккі Санчеса до «Денвера» на Джаррета Джека. В перші два роки грав не багато, проте на третій рік став важливішим гравцем ротації, замінюючи в основному Кармело Ентоні. 17 січня 2008 року провів найрезультативнішу гру в кар'єрі, набравши 41 очко в матчі проти «Юти». Проте наступного року ігровий час Клейзи дещо зменшився, як і його результативність.
10 серпня 2009 року підписав двохрічний контракт на суму 12,2 млн. доларів з грецьким «Олімпіакосом». Набираючи 17,2 очок за гру, допоміг команді дійти до Фіналу чотирьох Євроліги. Також став найкращим бомбардиром турніру.
7 липня 2010 року розірвав контракт з «Олімпіакосом» і підписав з «Торонто Репторз». Сума угоди — 20 мільйонів доларів за чотири роки. В січні 2011 року отримати важку травму, через яку повернувся на майданчик лише через рік. 16 липня 2013 року був відрахований зі складу команди.
26 липня 2013 року перейшов до турецького «Фенербахче», де провів один рік.
21 липня 2014 року підписав однорічний контракт з міланською «Олімпією». Після закінчення одного сезону оголосив про тимчасове припинення активної ігрової кар'єри через постійні проблеми з коліном, але так і не оголосив про її офіційне завершення.

## Виступи за збірну
Клейза — гравець національної збірної Литви. У її складі став бронзовим призером чемпіонату світу 2010 року, а також срібним і бронзовим призером чемпіонату Європи 2013 та 2007 року відповідно. Також брав участь у чемпіонаті світу 2006 року, Олімпійських іграх 2008 та Євробаскеті 2009.

## Кар'єри спортивного керівника
13 липня 2017 року Клейза отримав частину акцій литовського клубу «БК Ритас». Він також став президентом та спортивним директором клубу. 8 лютого 2020 року Клейза оголосив про своє рішення покинути клуб через розбіжності з іншими членами управлінської команди. В травні Клейза передав свою частку власності іншим тримачам акцій.

## Особисте життя
Одружений з червня 2014 року. Має сина.

## Статистика виступів
|  | Лідер ліги |

### НБА

#### Регулярний сезон
| Сезон             | Команда           | GP  | GS | MPG  | FG%  | 3P%  | FT%  | RPG | APG | SPG | BPG | PPG  |
| ----------------- | ----------------- | --- | -- | ---- | ---- | ---- | ---- | --- | --- | --- | --- | ---- |
| 2005–06           | «Денвер Наггетс»  | 61  | 2  | 8.5  | .445 | .154 | .704 | 1.9 | .2  | .2  | .2  | 3.5  |
| 2006–07           | «Денвер Наггетс»  | 79  | 14 | 18.8 | .422 | .376 | .852 | 3.4 | .6  | .4  | .2  | 7.6  |
| 2007–08           | «Денвер Наггетс»  | 79  | 13 | 23.9 | .472 | .339 | .770 | 4.2 | 1.2 | .6  | .2  | 11.1 |
| 2008–09           | «Денвер Наггетс»  | 82  | 7  | 22.2 | .447 | .326 | .725 | 4.0 | .8  | .4  | .2  | 9.9  |
| 2010–11           | «Торонто Репторз» | 39  | 23 | 26.5 | .438 | .298 | .631 | 4.5 | 1.0 | .5  | .2  | 11.2 |
| 2011–12           | «Торонто Репторз» | 49  | 3  | 21.6 | .402 | .346 | .810 | 4.1 | .9  | .5  | .1  | 9.7  |
| 2012–13           | «Торонто Репторз» | 20  | 3  | 18.8 | .333 | .303 | .842 | 2.6 | .8  | .2  | .1  | 7.4  |
| Усього за кар'єру | Усього за кар'єру | 409 | 65 | 20.0 | .435 | .335 | .763 | 3.6 | .8  | .4  | .2  | 8.7  |

#### Playoffs
| Сезон             | Команда           | GP | GS | MPG  | FG%  | 3P%  | FT%  | RPG | APG | SPG | BPG | PPG  |
| ----------------- | ----------------- | -- | -- | ---- | ---- | ---- | ---- | --- | --- | --- | --- | ---- |
| 2005–06           | «Денвер Наггетс»  | 3  | 0  | 4.7  | .375 | .000 | .000 | 1.3 | .7  | .0  | .0  | 2.0  |
| 2006–07           | «Денвер Наггетс»  | 5  | 0  | 13.2 | .231 | .167 | .500 | 1.6 | .4  | .0  | .0  | 1.6  |
| 2007–08           | «Денвер Наггетс»  | 4  | 3  | 30.5 | .537 | .214 | .692 | 6.5 | .8  | .3  | .0  | 14.0 |
| 2008–09           | «Денвер Наггетс»  | 14 | 0  | 15.0 | .470 | .425 | .750 | 3.2 | .5  | .4  | .1  | 6.9  |
| Усього за кар'єру | Усього за кар'єру | 26 | 3  | 15.8 | .461 | .344 | .718 | 3.2 | .5  | .2  | .0  | 6.4  |

### Євроліга
| Рік               | Команда           | GP | GS | MPG  | FG%  | 3P%  | FT%  | RPG | APG | SPG | BPG | PPG  | PIR  |
| ----------------- | ----------------- | -- | -- | ---- | ---- | ---- | ---- | --- | --- | --- | --- | ---- | ---- |
| 2009–10           | «Олімпіакос»      | 22 | 21 | 30.4 | .480 | .349 | .798 | 6.5 | 1.3 | .7  | .2  | 17.1 | 17.9 |
| 2013–14           | «Фенербахче»      | 24 | 7  | 21.3 | .454 | .305 | .918 | 3.5 | .8  | .4  | .1  | 10.1 | 9.8  |
| 2014–15           | «Олімпія»         | 24 | 7  | 19.5 | .424 | .352 | .788 | 3.1 | .3  | .2  | .1  | 7.3  | 5.3  |
| Усього за кар'єру | Усього за кар'єру | 70 | 35 | 23.5 | .459 | .339 | .838 | 4.3 | .8  | .4  | .1  | 11.4 | 10.8 |